# Проспект Карла Маркса (Омск)
Проспе́кт Ка́рла Ма́ркса — центральная транспортная артерия Омска. Одна из самых оживлённых по транспортной нагрузке улиц города. Проходит от Театральной площади до Привокзальной площади (Железнодорожный вокзал). Вдоль проспекта располагается множество объектов культурного значения (театры, досуговые центры, образовательные учреждения, скверы).

## Происхождение
Своё название проспект получил в 1920 году в честь основоположника коммунистического движения К. Маркса. На основании постановления Омского Губернского Революционного Комитета от 09.02.1920 многие улицы города были переименованы в соответствии с веянием времени. В их число вошли участки улиц Артиллерийской и Аптечной (от Кузнечной до Лермонтовской), а также улица Московская, которые было решено объединить в улицу Маркса. В середине XX века улица стала проспектом.

## История
В начале XX века Новослободской форштадт Омска начал активно расстраиваться. 
При этом южная территория современного проспекта Маркса находилась на самой границе города. Здесь, на улице Московской, до 1916 года располагалась таможенная застава и интендантские склады. 
Новые дома строились восточнее. Улица Аптечная (в настоящее время самое начало проспекта Маркса) стала западной границей форштадта, отделяющей его от форштадта Ильинского. От неё отходили основные улицы: Новая, Почтовая, Томская (позднее Лермонтова) и Думская.
После установления в Омске Советской власти многие улицы города переименовываются в соответствии с революционными идеями. Улицы Аптечную, Артиллерийскую и Московскую решено объединить в одну и назвать улицей Маркса. Позднее к ним примыкает часть улицы Семипалатинской.
7 ноября 1936 года по городу пущены трамваи. Первый маршрут пролегал от улицы Ленина по улице Маркса до мясокомбината.
4 января 1938 года часть улицы Маркса, уходящая за район вокзала, решением Омского исполкома была переименована в улицу С. Стальского, в честь дагестанского поэта С. Стальского (Гасамбекова) .
В районе современного цирка будущий проспект прерывается городской железнодорожной веткой и соединен с ул.Серова, центральной в Ленинске (южный пригород Омска, потом - Ленинский район). В 1950-х городская железнодорожная ветка демонтирована, начата застройка проспекта.
Активная застройка магистрали проспекта Маркса происходит в начале 1950-х годов. Строятся однотипные пятиэтажные дома, составившие характерный облик города. 
В 1972 году завершено строительство первого в городе Омске подземного перехода на пересечении проспекта Маркса с улицей Лермонтова.
В конце XX — начале XXI века на проспекте Маркса ведётся реконструкция зданий под культурно-досуговые объекты (Театр кукол, РЦ «Атлантида», КЦ «Галактика») и торговые комплексы («Каскад»).

## Здания и сооружения

### По нечётной стороне
- Маркса, 1 — Жилой дом
- Маркса, 3 — Иртышское пароходство
- Маркса, 5 — Жилой дом
- Маркса, 5а — Торговый комплекс «Топаз» (ранее в здании находился одноимённый крупный ювелирный магазин).
- Маркса, 7 — Центральный детский универмаг «Дружный мир». До 2002 года известен в городе как «Детский мир». Переименован из-за конфликта по поводу авторских прав на торговую марку (см. Детский мир)
- Маркса, 15 — магазин итальянской обуви Fabi
- Маркса, 15/1 - Административное здание, часть которого занимает Сибирское отделение Российской академии наук
- Маркса, 15-17- Жилые дома
- Маркса, 29а — Торговый комплекс (известен как «Голубой огонёк» с советских времён; также официально называется находящаяся рядом остановка)
- Маркса, 29 - жилой дом, известный в городе как «Дом со шпилем». Был построен немецкими пленными для руководящих работников области. Впоследствии был передан в ведение завода им. К Маркса. В этом доме находился детсад для детей сотрудников завода. Изображён на многих открытках об Омске с начала 1960-х годов
- Маркса, 31 — Жилой дом. В нижних этажах располагается магазин «Радость», известный с советских времён. С 1964 года до начала 1990-х здесь располагался Дом бракосочетания. Дом построен по проекту архитектора А. И. Юмакаева. На фасаде размещался триптих работы художников Н. М. Брюханова, Н. Я. Третьякова и В. В. Кукуйцева[6]
- Маркса, 33 — Жилой дом
- Маркса, 35 — Здание Управления Омской железной дороги (1929, архитектор В. С. Масленников), в настоящее время — Омский государственный университет путей сообщения
- Маркса, 37 — Жилой дом
- Маркса, 39 — Омский Дом печати
- Маркса, 41 — Административное здание. Ранее принадлежало заводу «Сатурн», затем площади были проданы под торговлю и офисные помещения.
- Маркса, 41а — Омский государственный театр куклы, актёра, маски «Арлекин». Здание общей площадью 7000 м² построено в 2006 году. Фасад выполнен из синего тонированного стекла. По форме здание напоминает плывущий фрегат с раскрытыми парусами. Это самое современное из всех зданий театров Омска[7],[8]
- Маркса, 43 — Магазин «Детский мир»
- Маркса, 43б — Омский государственный цирк
- Маркса, 45 — 61 — Жилые дома
- Маркса, 67а — Киноцентр «Галактика». Бывший кинотеатр «Родина». В 2006 году реконструирован и стал первым многозальным кинотеатром в Омске[9]
- Маркса, 67 — 75 — Жилые дома
- Маркса, 77 — Прокуратура Ленинского округа
- Маркса, 79 — 89 — Жилые дома
- Маркса, 91 — Омский магистральный сортировочный центр

### По чётной стороне
- Маркса, 4 — Омский Дом профсоюзов. В этом здании располагаются комитеты профсоюзных организаций работников различных отраслей.
- Маркса, 4а — Музыкальное училище им. В. Я. Шебалина
- Маркса, 4в — Омский театр для детей и молодёжи. Здание построено в 1967 году и до начала XXI века просуществовало без реконструкции. В начале 2009 года на фасаде был установлен видео-экран. ТЮЗ стал первым театром в Омске, который рекламирует свои спектакли на таком современном рекламоносителе.[10],[11]
- Маркса, 6 — Жилой дом
- Маркса, 8 — Жилой дом. В этом доме жила ведущая актриса Омского ТЮЗа Л. Лавринович, Заслуженная актриса РФ. Умерла в 1996 году.
- Маркса, 10 — Жилой дом. До 2005 года здесь находился Омский кукольный театр.
- Маркса, 12 — 16 — Жилые дома
- Маркса, 18 — 20 — Административные здания
- Маркса, 22 — Жилой дом
- Маркса, 24 — Торгово-выставочный центр «Каскад»
- Маркса, 26 — 30 — Жилые дома
- Маркса, 32 — Административное здание, бизнес-центр
- Маркса, 34 — 36/1 — Жилые дома
- Маркса, 36 — Административное здание. Бывший магазин «Юный техник».
- Маркса, 36а — 36/8 — Административные здания
- Маркса, 38 — Жилой дом, магазин обуви ECCO , магазин итальянской обуви СТЕП
- Маркса, 40 — Завод «Хлебник»
- Маркса, 42 — 60 — Жилые дома
- Маркса, 62 — Администрация Ленинского округа г. Омска
- Маркса, 64 — 72 — Жилые дома
- Маркса, 80 — Детская поликлиника
- Маркса, 82 — Административное здание
- Маркса, 84 — Жилой дом

### Памятники
- «Дон Кихот». Скульптура А. Н. Капралова, установленная напротив Театра для детей и молодёжи.
- Мемориал 40-летия победы над Фашистской Германией. Основная часть расположена на бульваре Победы напротив Омского цирка.

## Транспорт

### Автобусы
17, 24, 32, 46, 51, 69, 79, 109, 110

### Троллейбусы
12.3.7.4

## Интересные факты
- С 1856 по 1859 гг. на перекрёстке улиц Новой (Чкалова) и Артиллерийской (ныне пр. Маркса) располагался дом семьи Врубелей, в котором провёл детство будущий художник. До настоящего времени здание не сохранилось.[12]